# Intergalactisch stof
Intergalactisch stof is kosmisch stof dat zich tussen sterrenstelsels bevindt. Het bestaan ervan werd voor het eerst in 1949 vermoed, maar het stof werd pas in 1960 voor het eerst overtuigend aangetoond met behulp van infraroodastronomie. De verdeling ervan wisselt sterk en kan metingen aan andere sterrenstelsels beïnvloeden. Hoewel nog zeer ijl, kan intergalactisch stof zich in wolken verenigen.
De andere materie dan sterren en andere hemellichamen binnen een sterrenstelsel wordt tot het interstellaire medium gerekend.